# AMD Radeon Software
AMD Software (ранее известное как Radeon Software) — это Драйвер и Пакет утилит для видеокарт AMD Radeon и APU.Это графический интерфейс созданный с помощью языка Qt и совместимый с 64-разрядным Windows и дистрибутивами Linux

## Пакет ПО

### Функционал
AMD Software включает в себя следующий набор функций:
- Управление игровымb профилями
- Оверклокинг и андервольтинг
- Мониторинг производительности
- Запись видео и стриминг
- Управление записанными видео и скриншотами
- Уведомления об обновлении ПО
- Советник по улучшению

Radeon Anti-Lag уменьшает задержку ввода. Это помогает, когда GPU становится узким местом для CPU и поддерживается в графических API DirectX 9, 11 и 12. Radeon Super Resolution — это технология масштабирования изображения, похожая на FidelityFX Super Resolution(FSR), но ее не нужно настраивать для конкретных игр. Он работает в тысячах игр, но AMD рекомендует использовать FSR, если доступен. Radeon Boost также использует масштабирование изображения для повышения производительности, но в отличие от других технологий AMD, делает это только в определенные моменты, например, при быстром перемещении мыши. Это интерпретируется как сцена, насыщенная действием, в которой качество изображения может временно ухудшиться без заметного эффекта, и работает только в поддерживаемых играх. AMD Fluid Motion Frames 2 (AFMF2) генерирует дополнительные кадры с использованием ИИ. Это решение на уровне драйвера, работающее со всеми играми.HYPR-RX включает Radeon Anti-Lag, Boost, Super Resolution и AFMF2. В поддерживаемых играх это делается автоматически в соответствии с настройками программного обеспечения AMD пользователя; в противном случае потребуется некоторая настройка в игре. Для HYPR-RX требуется графический процессор RDNA 3.
Radeon Chill снижает производительность, когда драйверы AMD обнаруживают моменты простоя в играх и могут устанавливать ограничения частоты кадров.Smart Memory Access(Resizable BAR на процессорах Intel) обеспечивает потенциальный прирост производительности в системах, использующих  процессоры AMD Ryzen и видеокарты Radeon.Radeon Enhanced Sync уменьшает разрывы экрана, как и V-Sync, но избегает ограничения частоты кадров на частоте обновления монитора. Это может уменьшить задержку ввода, связанную с V-Sync.  Ограничено графическими API DirectX 9, 10 и 12.
AMD Link позволяет пользователям транслировать контент на мобильные устройства, совместимые с Smart TV и другими ПК с видеокартами AMD Radeon. что позволяет им использовать свои ПК и играть на них удаленно. Можно использовать как через LAN, так и через интернет. Клиенту требуется бесплатное приложение, которое доступно в Google Play, Apple App Store и Amazon Appstore. Поддержка AMD Link  прекращена в выпусках программного обеспечения AMD с января 2024 года в связи с доступностью альтернатив и необходимостью сосредоточить ресурсы по разработке драйверов на других решениях.

### История
Ранее программное обеспечение было известно как AMD Radeon Software, AMD Catalyst и ATI Catalyst. AMD прекратила предоставлять 32-битные версии в октябре 2018 года. 

## Поддерживаемое оборудование
Программное обеспечение AMD нацелено на поддержку всех функциональных блоков, присутствующих на GPU или APU. Помимо кода инструкций, предназначенного для рендеринга, сюда входят контроллеры дисплеев, а также их SIP-блоки для декодирования видео (Unified Video Decoder(UVD)) и кодирования видео (Video Coding Engine (VCE)).
Драйвер устройства также поддерживает AMD TrueAudio — SIP-блок для выполнения вычислений, связанных со звуком.

### Поддерживаемые продукты
AMD Software поддерживает следующие линейки продуктов AMD (и ATI-традиционные), ориентированные на рендеринг:
- Графические процессоры(GPU)
- Accelerated Processing Unit(APU)

Следующие линейки продуктов, вероятно, не поддерживаются AMD Software, а поддерживаются каким-то другим программным обеспечением, которое (например) сертифицировано OpenGL:
- Линейка продуктов AMD FireStream для GPGPU в суперкомпьютерах и т.п.
- Линейка продуктов AMD FireMV для многомониторных конфигураций (устарела из-за доступности AMD Eyefinity на всех потребительских продуктах)
- Линейка продуктов AMD FirePro для профессионалов, которым требуется сертифицированная поддержка OpenGL

### Поддержка многомониторности
Начиная с Catalyst 14.6 AMD включила поддержку смешанного разрешения, что позволяет создать одну группу дисплеев Eyefinity, где каждый монитор работает с разным разрешением. Однако текущая версия может отключить любой дополнительный режим отображения и изменить разрешение в одном доступном режиме. Эта функция стала возможной благодаря добавлению двух новых режимов отображения Eyefinity, Fit и Expand, которые присоединяются к традиционному режиму Fill. В обоих режимах Fit и Expand AMD компенсирует несоответствие разрешений, создавая виртуальный рабочий стол с разрешением, отличным от разрешений мониторов, а затем либо дополняя его, либо обрезая по мере необходимости.
До Eyefinity существовало программное обеспечение «HydraVision», предназначенное только для Windows. (первоначально приобретен у Appian Graphics вместе с ее командой разработчиков), программное обеспечение для управления рабочим столом/экраном, в основном обеспечивающее управление несколькими мониторами и виртуальными экранами. Оно имеет обширную поддержку горячих клавиш.

### Ускорение видео
Оба ядра SIP от AMD для ускорения видео, Video Coding Engine и Unified Video Decoder поддерживаются AMD Software.

### Ускорение звука
Некоторые продукты AMD содержат ядра SIP для ускорения звука под брендом AMD TrueAudio. Поддержка этого сопроцессора DSP ускорения звука является частью AMD Software.
В Microsoft Windows поддержка AMD TrueAudio имеет кодовое название «ACP» (звуковой сопроцессор) и реализуется через «пользовательскую службу ACP» (amdacpusrsvc.exe), фоновую службу, которая помогает управлять звуковыми задачами в играх.
В Linux AMD TrueAudio также имеет кодовое имя «acp»: часть кода, касающегося этого, можно найти в каталоге /drivers/gpu/drm/radeon исходных кодов ядра Linux.

### Энергосбережение
AMD Software включает поддержку AMD Powerplay, AMD PowerTune и AMD Zerocore Power — набора технологий AMD для снижения энергопотребления в графических продуктах.

## Поддерживаемые интерфейсы

### Рендеринг
Драйвер устройства AMD Software поддерживает несколько интерфейсов рендеринга, каждый из которых разработан для предоставления программам пользовательского пространства, таким как видеоигры или программному обеспечению компьютерного проектирования доступа к соответствующим блокам SIP.

### Direct3D
Direct3D 12 доступен для Graphics Core Next с версии 15.7.1 или выше.

### Mantle
Поддержку Mantle включали только версии Radeon Software, предназначенные для Microsoft Windows. В 2019 году, начиная с версии 19.5.1, его поддержка была официально прекращена в пользу набирающих популярность DirectX 12 и Vulkan (построенного на основе Mantle).

### OpenGL
OpenGL 4.5 возможен для TeraScale 2 и 3 с Radeon Software Crimson Edition Beta (версия драйвера 15.30 или выше, например Crimson Beta 16.2.1).
OpenGL доступен для GCN с версии 16.3 и выше.
Соответствие OpenGL 4.x требует поддержки шейдеров FP64. Они реализованы путем эмуляции на некоторых GPU TeraScale.
OpenGL 4.6 поддерживается в графическом драйвере AMD Adrenalin 18.4.1 на Windows 7 SP1, 10 версии 1803 (обновление от апреля 2018 г.) для AMD Radeon HD 7700+, HD 8500+ и новее. Выпущено в апреле 2018 г.

### Vulkan
Vulkan 1.0 доступен с Radeon Software Crimson Edition 16.3.2 или выше для GCN.
Vulkan 1.1 с Radeon Software Adrenalin Edition 18.3.3 или выше.
Vulkan 1.2 с Adrenalin 20.1.2 или выше.
Vulkan 1.3 с Adrenalin 22.1.2 или выше.
Vulkan 1.4 с Adrenalin 25.5.1 или выше.

### Ускорение видео
Драйвер устройства AMD Software поддерживает несколько интерфейсов, каждый из которых предназначен для предоставления программам пользовательского пространства, таким как программное обеспечение GStreamer или HandBrake, доступа к соответствующим блокам SIP.

### GPGPU

#### ROCm
ROCm 6.0 был выпущен 14 февраля 2024 года и поддерживает RX 7900 XTX, 7900 XT и 7900 GRE, а также видеокарты Radeon Pro W7900 и W7800. Ubuntu 22.04 поддерживается изначально. PyTorch и ONNX Runtime можно использовать на ROCm 6.0.

#### OpenCL
С Catalyst 9.12 появилась поддержка OpenCL 1.0.
В Catalyst 10.10 появилась поддержка OpenCL 1.1.
Catalyst 12.4 поддерживает OpenCL 1.2
Драйвер OpenCL 2.0 работает с версии 14.41 для моделей на основе GCN. Также поддерживаются предыдущие версии OpenCL.
Чипы TeraScale 2 и 3 могут использовать уровень 1.2.

#### Close to Metal
Close to Metal был низкоуровневый API от AMD, от которого отказались в пользу OpenCL.

### Другие
API стереоскопического 3D-изображения AMD HD3D от AMD.

#### Гетерогенная системная архитектура (HSA)
С Catalyst 14.1 HSA возможна. Графические блоки основного процессора AMD и графические блоки Radeon работают совместно.

#### AMD GPU Services (AGS)
- GPUOpen:AMD GPU Services (AGS) Library

#### AMD Display Library (ADL) SDK
- GPUOpen:AMD Display (ADL) Library
- AMD Display Library (ADL) SDK

## Поддержка операционных систем

### Linux
Основные программные стеки AMD GPU полностью поддерживаются в Linux: GPUOpen для графики и ROCm для вычислений. GPUOpen чаще всего является просто дополнением для программных утилит к бесплатному программному стеку Mesa, который широко распространен и доступен по умолчанию в большинстве дистрибутивов Linux.
AMD стремится упаковывать свое программное обеспечение для Linux самостоятельно, не полагаясь исключительно на дистрибутивы Linux. Они делают это, используя скрипты оболочки amdgpu и amdgpu-pro, и предоставляют архивы пакетов, например, для apt и rpm.

### Microsoft Windows
| Поддержка Windows | С версии | Последняя версия | Последняя версия | Примечания |
| Поддержка Windows | С версии | x86              | x86-64           | Примечания |
| ----------------- | -------- | ---------------- | ---------------- | --- |
| Windows 9x        | 02.1     | 4.4/6.2          | н/д              | Были и более поздние версии этих операционных систем, вплоть до сборки Windows Me Catalyst 6.2, выпущенной 9 февраля 2006 г.                                           |
| Windows 2000      | 02.1     | 6.5/7.4          | н/д              | Более новые версии Catalyst до 7.4 будут работать в 2000 неофициально без каких-либо изменений; для более поздних версий может потребоваться редактирование файла .inf |
| Windows XP        | 02.1     | 14.4             | 14.4             | Обновления и поддержка драйверов прекращены на AMD Catalyst 14.4 для видеокарт с поддержкой DirectX до 11 на оборудовании и 10.2 для карт DirectX 9.0c.                |
| Windows Vista     | 7.2      | 13.12            | 13.12            | Обновления и поддержка драйверов прекращены на AMD Catalyst 13.12 для видеокарт с поддержкой до DirectX 11.                                                            |
| Windows 7         | 9.3      | 18.9.3           | 22.6.1           | Обновления и поддержка драйверов были прекращены для Windows 7 x86 с версии 18.9.3 и для x64 с версии 22.6.1.                                                          |
| Windows 8.1       | 12.8     | 17.1.2/17.7.1    | 17.1.2/17.7.1    | Поддержка обновлений драйверов прекращена в 2017 году, хотя их по-прежнему можно установить.                                                                           |
| Windows 10        | 15.7     | 18.9.3           | active support   | Поддержка драйверов x86 была прекращена с целью сосредоточиться только на x64.                                                                                         |
| Windows 11        | 21.9.1   | н/д              | active support   | |

Начиная с версии 4.9 (выпущенной 4 сентября 2004 года) пакет драйверов Catalyst включал ATI Catalyst Control Center, новое программное приложение для управления многими аппаратными функциями, такими как настройки 3D, управление монитором и параметры видео. Оно показывает небольшой предварительный просмотр 3D и позволяет пользователю увидеть, как изменения в настройках графики влияют на качество визуализированного изображения. Оно также показывает информацию о самой карте и данных программного обеспечения. Это приложение требует Microsoft .NET Framework.
Radeon Software 16.x и выше прекращает поддержку моделей графических процессоров на базе TeraScale. Поддержка Vulkan 1.0 была введена в Radeon Software 16.3.2.
Radeon Software 17.7.1 последний драйвер для Windows 8.1.
Radeon Software 18.9.3 последний драйвер для 32-битных Windows 7/10
AMD Software 22.6.1 последний драйвер для Windows 7(и неофицально для Windows 8.1); 22.6.1 также последний драйвер для видеокарт на архитектуре GCN 1/2/3.

### Проблемы

#### На платформах Windows
- Количество отрисовываемых кадров вперед не может быть изменено
- Тройную буферизацию в D3D нельзя принудительно включить
- Вертикальную синхронизацию во многих играх под Windows 7 невозможно принудительно отключить.

#### На платформах Linux
- Нет поддержки 3D HDTV.